# Чечелашвили, Отари Григорьевич
Отари Григорьевич Чечелашвили (1923—1959) — командир эскадрильи 141-го гвардейского штурмового авиационного полка (9-я гвардейская штурмовая авиационная дивизия, 1-й гвардейский штурмовой авиационный корпус, 2-я воздушная армия, 1-й Украинский фронт), гвардии капитан, Герой Советского Союза.

## Биография
Родился 24 декабря 1923 года в Тбилиси в семье рабочего.
Окончил среднюю школу и местный аэроклуб.
С 20 марта 1940 года в Красной Армии. В декабре 1941 года окончил Ейское военно-морское авиационное училище.
На фронтах Великой Отечественной войны со 2 февраля 1942 года. Воевал в бомбардировочной авиации на Крымском фронте. Затем перешёл в штурмовую авиацию. Воевал на Северо-Кавказском, 2-м и 1-м Украинском фронтах в составе 667-го штурмового авиационного полка (позднее ставшего 141-м гвардейским ШАП). Был лётчиком, штурманом звена, заместителем командира и командиром эскадрильи. Летал на самолёте Ил-2, подаренном колхозниками Грузии.
В 1943 году лётчики полка сражались над Орловско-Курской дугой. Затем, будучи на 2-м Украинском фронте, участвовали в освобождении Харькова. К концу войны полк был переведён на 1-й Украинский фронт и принял участие в наступлении на Берлин. Член ВКП(б)/КПСС с 1944 года.
В апреле 1945 года Чечелашвили вылетел во главе пары Ил-2 и под прикрытием двух истребителей на штурмовку понтонного моста через реку Шпрее (Германия). Уничтожив переправу, возвращался на свой аэродром. По радио с земли его предупредили о том, что над аэродромом появился вражеский разведчик. При подходе к аэродрому он обнаружил неприятельский самолёт Ju-88, по которому вели огонь зенитки. Он попросил по радио, чтобы зенитки прекратили огонь, а сам направил свой штурмовик в сторону разведчика. Он открыл по «Юнкерсу» огонь, но патронов хватило только на одну очередь. Чтобы не дать противнику уйти, Чечелашвили нанёс таранный удар винтом по хвостовому оперению вражеской машины. Повреждённый «Ил» посадил на своём аэродроме.
К маю 1945 года командир эскадрильи 141-го гвардейского штурмового авиационного полка гвардии капитан Отари Чечелашвили произвёл 220 боевых вылетов на бомбардировку оборонительных объектов, штурмовку живой силы и боевой техники противника. Уничтожил 34 танка, 49 вагонов с живой силой и техникой, 8 складов с боеприпасами, 4 переправы, 4 баржи. В 43 воздушных боях лично сбил 5 и в составе группы 10 вражеских самолётов.
После войны Отари Григорьевич продолжал службу в ВВС. Был депутатом Верховного Совета Грузинской ССР II-го созыва (1947—1951).
С 1958 года гвардии подполковник О. Г. Чечелашвили — в запасе.
Жил и работал в Тбилиси. Погиб 8 июля 1959 года. Похоронен в Тбилиси.

## Память
- Отари Чечелашвили — автор книги «На стальных крыльях».
- В ЦГАОР Грузинской ССР находились архивные материалы, посвященные Чечелашвили[2].

## Награды
- Указом Президиума Верховного Совета СССР от 27 июня 1945 года за мужество и героизм, проявленные в воздушных боях с немецко-фашистскими захватчиками гвардии капитану Отари Григорьевичу Чечелашвили присвоено звание Героя Советского Союза с вручением ордена Ленина и медали «Золотая Звезда» (№ 7462)[3].
- Награждён орденами Красного Знамени (дважды), Александра Невского, Отечественной войны 1-й степени, Отечественной войны 2-й степени (дважды), Красной Звезды и медалями.